# 蔵原成実
蔵原 成実（くらはら しげみ）は、日本の実業家。アイ・エイチ・アイ マリンユナイテッド代表取締役社長や、ジャパン マリンユナイテッド取締役会長を務めた。

## 人物・経歴
1972年横浜国立大学工学部卒業。アイ・エイチ・アイ マリンユナイテッド代表取締役社長として、ユニバーサル造船との経営統合にあたり、両社の合併により設立されたジャパン マリンユナイテッドの初代取締役会長に就任した。2014年ジャパン マリンユナイテッド特別顧問。